# Adolphe Appia
Adolphe Appia (Ginebra, 1 de septiembre de 1862-Nyon, 29 de febrero de 1928) fue un escenógrafo y decorador suizo, pionero en las teorías del teatro moderno.

## Biografía
Hijo del médico ginebrino Louis Appia, cofundador del Comité de los Cinco, futuro Comité Internacional de la Cruz Roja, Adolphe Appia estudió música en Ginebra, en particular, con Hugo de Senger. De 1882 a 1886, frecuentó los conservatorios de París, Leipzig y Dresde, y descubrió los dramas wagnerianos en Bayreuth, como Parsifal en 1882. Afirmó sus gustos y tomó conciencia de la necesidad de reformar el teatro. Practicó igualmente el diseño industrial y artístico en Vevey.
Atraído por la obra de Wagner, concibe entre 1891 y 1892 una puesta en escena y decorados para El anillo del nibelungo, Los maestros cantores de Núremberg y Tristán e Isolda. Luego, publica en 1895, La Mise en scène du drame wagnérien (La puesta en escena del drama wagneriano) y, en 1899, La Musique et la mise en scène (La música y la puesta en escena). 
Se encuentra con Émile Jaques-Dalcroze en 1906 y participa junto con Heinrich Tessenow en la creación del Instituto Jaques-Dalcroze en Ginebra. De esta colaboración, surge la serie de Espacios rítmicos (1909-1910). Entre 1911 y 1913, en el marco del Instituto Jaques-Dalcroze de Hellerau cerca de Dresde, concibe la escenografía de espectáculos que atrajeron a toda la intelligentsia europea. En 1923, dirigió Tristán e Isolda en la Scala de Milán.

## Aportes
Adolphe Appia fue uno de los escenógrafos más famosos gracias a sus concepciones del espacio en el teatro, a menudo en referencia a Wagner. Rechazó la representación en dos dimensiones para poner en valor una puesta en escena tridimensional, porque creía que los matices de la sombra eran tan necesarios como la luz, lo que formaba cierta conexión entre el actor y su espacio de representación, entre el tiempo y el espacio. Gracias a su trabajo sobre la intensidad de la luz, el color y la manipulación, Appia creó una nueva perspectiva de concepción escénica y de iluminación. su frase era “el principio de todo diseño es la luz”.
Opuesto a los decorados históricos realistas, influenció profundamente por su obra y sus escritos a la reforma de la estética de la puesta en escena teatral de inicios del siglo XX, como aquella llevada a cabo por Jacques Copeau. Muchos directores y diseñadores fueron inspirados por su trabajo. Una de las principales razones de la influencia de Adolphe Appia y de sus teorías fue que trabajó durante un período en el cual acaba de aparecer la electricidad. Otra razón de su notoriedad fue su capacidad de conceptualizar y de filosofar respecto a muchas cosas.
Appia veía la luz, el espacio y el cuerpo humano como elementos maleables que podían ser unificados, lo que permitía crear una puesta en escena unificada. Fue uno de los primeros en comprender el potencial de la luz. Sus escenas de Tristán e Isolda y de El anillo del nibelungo han influido en las generaciones futuras.

## Obras
- La Mise en scène du drame wagnérien (1895)
- Die Musik und die Inscenierung von Adolphe Appia (1899); editado en francés como Adolphe Appia. La Musique et la mise en scène, 1892-1897 (1963)
- Comment réformer notre mise en scène (1904)
- Adolphe Appia. L'Oeuvre d'art vivant (1921)
- Art vivant ou nature morte ? (1923)
- Goethes Faust, erster teil, als dichtung dargestellt (1929)

Sus obras completas han sido editadas en Lausana, en las ediciones L'Âge d'homme, en cuatro volúmenes (Œuvres complètes, 1983; Œuvres complètes. 1, 1880-1894, 1983; Œuvres complètes. 2, 1895-1905, 1986; Œuvres complètes. 3, 1906-1921, 1988; Œuvres complètes. IV, 1921-1928, 1992)